# Skäggtorsk
Skäggtorsk (Trisopterus luscus) är en fisk i torskfamiljen.

## Utseende
Skäggtorsken blir upptill 46 centimeter lång och kan nå en vikt av 2,5 kilogram. Fisken är tämligen hög, ljusbrun till grönaktig på ovansidan, mer silverfärgad på sidorna till nästan rent vit på buken. Den har 3 ryggfenor och 2 analfenor; de senare möts strax under basen. Som namnet antyder har den en tydlig skäggtöm under hakan.

## Utbredning
Den lever i östra Atlanten; runt brittiska öarna, i Skagerrak och söderut längs Nordafrikas kust till mellersta Marocko. Skäggtorsken finns även i västra Medelhavet. Sällsynt vid Danmarks och Västsveriges kuster, något vanligare vid södra Norges kust. 

## Vanor
Skäggtorsken lever i stim på 30-100 meters djup nära sandiga bottnar. Ungfiskarna söker sig gärna till brackvatten i flodmynningar. Vid leken söker fiskarna sig till grundare, mer kustnära vatten.
Skäggtorsken lever på bottenlevande kräftdjur, blötdjur, havsmaskar och mindre fiskar. 
Den blir upp till 4 år gammal.